# Список риб Північного моря
Список риб Північного моря містить 201 видів, як аборигенної фауни, так і вселенців, розташованих у таксономічному порядку. Він включає 40 видів хрящових риб (Chondrichthyes), три види безщелепних (Agnatha), решта — кісткових (Osteichthyes).

## Структура переліку
У стовпці про походження виду вказано його належність до аборигенної фауни (місцеві види), інтродукованих, або інвазивних видів. В окремих випадках, коли відомі лише поодинокі знахідки виду, останні вказані як випадкові.
В стовпці «Де відзначався» вказані прапорці і назви країни, біля берегів яких певні види спостерігаються (або спостерігались).
Наступні теги використовуються для виділення охоронного статусу кожного виду за оцінками МСОП:
| EX | Extinct               | Вимерлий у природі             |
| CR | Critically Endangered | Види на межі зникнення         |
| EN | Endangered            | Знаходиться під загрозою       |
| VU | Vulnerable            | Уразливий                      |
| NT | Near Threatened       | Близький до загрозливого стану |
| LC | Least Concern         | Найменший ризик                |
| DD | Data Deficient        | Даних недостатньо              |
| NE | Not Evaluated         | Недосліджений                  |

Перелічені види можуть бути аборигенними, інтродукованими, інвазивними або випадковими.

## Список
| Наукова назва                             | Автор таксона                  | Українська назва                   | Походження | Статус МСОП              | Зображення |
| Ряд: Міксиноподібні (Myxiniformes)        |                                |                                    |            |                          |            |
| Родина: Міксинові (Myxinidae)             |                                |                                    |            |                          |            |
| Myxine glutinosa                          | Linnaeus, 1758                 | Міксина атлантична                 | Місцевий   | Найменший ризик          |            |
| Ряд: Міногоподібні (Petromyzontiformes)   |                                |                                    |            |                          |            |
| Родина: Міногові (Petromyzontidae)        |                                |                                    |            |                          |            |
| Lampetra fluviatilis                      | (Linnaeus, 1758)               | Мінога річкова                     | Місцевий   | Найменший ризик          |            |
| Petromyzon marinus                        | Linnaeus, 1758                 | Мінога морська                     | Місцевий   | Найменший ризик          |            |
| Ряд: Химероподібні (Chimaeriformes)       |                                |                                    |            |                          |            |
| Родина: Химерові (Chimaeridae)            |                                |                                    |            |                          |            |
| Chimaera monstrosa                        | Linnaeus, 1758                 | Химера європейська                 | Місцевий   | Близький до загрозливого |            |
| Ряд: Катраноподібні (Squaliformes)        |                                |                                    |            |                          |            |
| Родина: Полярні акули (Somniosidae)       |                                |                                    |            |                          |            |
| Centroscymnus coelolepis                  | (du Bocage & Capello, 1864)    | Акула португальська                | Місцевий   | Близький до загрозливого |            |
| Centroselachus crepidater                 | (du Bocage & Capello, 1864)    | Оксамитова акула довгоноса         | Місцевий   | Найменший ризик          |            |
| Somniosus microcephalus                   | Bloch & Schneider, 1801        | Акула ґренландська                 | Місцевий   | Близький до загрозливого |            |
| Родина: Ковтаючі акули (Centrophoridae)   |                                |                                    |            |                          |            |
| Centrophorus squamosus                    | (Bonnaterre, 1788)             | Ковтаюча акула листова             | Місцевий   | Уразливий                |            |
| Deania calcea                             | (Lowe, 1839)                   | Дзьобова акула птаходзьоба         | Місцевий   | Найменший ризик          |            |
| Родина: Змієподібні акули (Dalatiidae)    |                                |                                    |            |                          |            |
| Dalatias licha                            | (Bonnaterre, 1788)             | Акула чорна                        | Місцевий   | Близький до загрозливого |            |
| Родина: Зоряношипі акули (Echinorhinidae) |                                |                                    |            |                          |            |
| Echinorhinus brucus                       | (Bonnaterre, 1788)             | Акула-алігатор                     | Місцевий   | Даних недостатньо        |            |
| Родина: Ліхтарні акули (Etmopteridae)     |                                |                                    |            |                          |            |
| Etmopterus princeps                       | (Collett, 1904)                | Ліхтарна акула велика              | Місцевий   | Даних недостатньо        |            |
| Etmopterus spinax                         | (Linnaeus, 1758)               | Ліхтарна акула колюча              | Місцевий   | Найменший ризик          |            |
| Родина: Катранові (Squalidae)             |                                |                                    |            |                          |            |
| Squalus acanthias                         | Linnaeus, 1758                 | Катран звичайний                   | Місцевий   | Уразливий                |            |
| Ряд: Акулоангелоподібні (Squatiniformes)  |                                |                                    |            |                          |            |
| Родина: Акулоангелові (Squatinidae)       |                                |                                    |            |                          |            |
| Squatina squatina                         | (Linnaeus, 1758)               | Акула-ангел європейська            | Місцевий   | На межі зникнення        |            |
| Ряд: Багатозяброподібні (Hexanchiformes)  |                                |                                    |            |                          |            |
| Родина: Багатозяброві акули (Hexanchidae) |                                |                                    |            |                          |            |
| Hexanchus griseus                         | (Bonnaterre, 1788)             | Акула шестизяброва                 | Місцевий   | Близький до загрозливого |            |
| Ряд: Ламноподібні (Lamniformes)           |                                |                                    |            |                          |            |
| Родина: Лисячі акули (Alopiidae)          |                                |                                    |            |                          |            |
| Alopias vulpinus                          | (Bonnaterre, 1788)             | Акула-лисиця звичайна              | Місцевий   | Уразливий                |            |
| Родина: Велетенські акули (Cetorhinidae)  |                                |                                    |            |                          |            |
| Cetorhinus maximus                        | (Gunnerus, 1765)               | Акула велетенська                  | Місцевий   | Уразливий                |            |
| Родина: Оселедцеві акули (Lamnidae)       |                                |                                    |            |                          |            |
| Lamna nasus                               | (Bonnaterre, 1788)             | Оселедцева акула атлантична        | Місцевий   | Уразливий                |            |
| Ряд: Кархариноподібні (Carcharhiniformes) |                                |                                    |            |                          |            |
| Родина: Сірі акули (Carcharhinidae)       |                                |                                    |            |                          |            |
| Galeorhinus galeus                        | (Linnaeus, 1758)               | Супова акула звичайна              | Місцевий   | Уразливий                |            |
| Prionace glauca                           | (Linnaeus, 1758)               | Акула блакитна                     | Місцевий   | Близький до загрозливого |            |
| Родина: Куницеві акули (Triakidae)        |                                |                                    |            |                          |            |
| Mustelus asterias                         | Cloquet, 1821                  | Гладенька акула зірчаста           | Місцевий   | Найменший ризик          |            |
| Mustelus mustelus                         | (Linnaeus, 1758)               | Куницева акула звичайна            | Місцевий   | Уразливий                |            |
| Родина: Котячі акули (Scyliorhinidae)     |                                |                                    |            |                          |            |
| Galeus melastomus                         | Rafinesque, 1810               | Пилкохвоста котяча акула чорнорота | Місцевий   | Найменший ризик          |            |
| Scyliorhinus canicula                     | (Linnaeus, 1758)               | Котяча акула дрібноплямиста        | Місцевий   | Найменший ризик          |            |
| Scyliorhinus stellaris                    | (Linnaeus, 1758)               | Котяча акула зірчаста              | Місцевий   | Близький до загрозливого |            |
| Ряд: Електричні скати (Torpediniformes)   |                                |                                    |            |                          |            |
| Родина: Електричні скати (Torpedinidae)   |                                |                                    |            |                          |            |
| Torpedo marmorata                         | Risso, 1810                    | Скат мармуровий                    | Місцевий   | Даних недостатньо        |            |
| Torpedo nobiliana                         | Bonaparte, 1835                |                                    | Місцевий   | Даних недостатньо        |            |
| Ряд: Скатоподібні (Rajiformes)            |                                |                                    |            |                          |            |
| Родина: Ромбові скати (Rajidae)           |                                |                                    |            |                          |            |
| Amblyraja radiata                         | (Donovan, 1808)                | Скат колючий                       | Місцевий   | Уразливий                |            |
| Leucoraja circularis                      | (Couch, 1838)                  |                                    | Місцевий   | Уразливий                |            |
| Leucoraja fullonica                       | (Linnaeus, 1758)               |                                    | Місцевий   | Близький до загрозливого |            |
| Leucoraja naevus                          | (Müller & Henle, 1841)         |                                    | Місцевий   | Найменший ризик          |            |
| Raja brachyura                            | Lafont, 1871                   |                                    | Місцевий   | Близький до загрозливого |            |
| Raja clavata                              | Linnaeus, 1758                 | Морська лисиця                     | Місцевий   | Близький до загрозливого |            |
| Raja montagui                             | (Fowler, 1910)                 |                                    | Місцевий   | Найменший ризик          |            |
| Rajella fyllae                            | (Lütken, 1887)                 |                                    | Місцевий   | Найменший ризик          |            |
| Ряд: Орлякоподібні (Myliobatiformes)      |                                |                                    |            |                          |            |
| Родина: Хвостоколові (Dasyatidae)         |                                |                                    |            |                          |            |
| Dasyatis pastinaca                        | (Linnaeus, 1758)               | Морський кіт                       | Місцевий   | Даних недостатньо        |            |
| Dipturus batis                            | (Linnaeus, 1758)               |                                    | Місцевий   | На межі зникнення        |            |
| Dipturus linteus                          | (Fries, 1838)                  |                                    | Місцевий   | Найменший ризик          |            |
| Dipturus nidarosiensis                    | (Storm, 1881)                  |                                    | Місцевий   | Близький до загрозливого |            |
| Dipturus oxyrinchus                       | (Linnaeus, 1758)               |                                    | Місцевий   | Близький до загрозливого |            |
| Pteroplatytrygon violacea                 | (Bonaparte, 1832)              |                                    | Місцевий   | Найменший ризик          |            |
| Myliobatis aquila                         | (Linnaeus, 1758)               | Орляк звичайний                    | Місцевий   | Даних недостатньо        |            |
| Ряд: Осетроподібні (Acipenseriformes)     |                                |                                    |            |                          |            |
| Родина: Осетрові (Acipenseridae)          |                                |                                    |            |                          |            |
| Acipenser sturio                          | Linnaeus, 1758                 | Осетер європейський                | Місцевий   | На межі зникнення        |            |
| Ряд: Вугроподібні (Anguilliformes)        |                                |                                    |            |                          |            |
| Родина: Вугрові (Anguillidae)             |                                |                                    |            |                          |            |
| Anguilla anguilla                         | (Linnaeus, 1758)               | Вугор європейський                 | Місцевий   | На межі зникнення        |            |
| Conger conger                             | (Linnaeus, 1758)               | Морський вугор звичайний           | Місцевий   | Недосліджений            |            |
| Nemichthys scolopaceus                    | Richardson, 1848               |                                    | Місцевий   | Недосліджений            |            |
| Ряд: [[]] (Clupeiformes)                  |                                |                                    |            |                          |            |
| Родина: [[]] (Clupeidae)                  |                                |                                    |            |                          |            |
| Alosa alosa                               | (Linnaeus, 1758)               | Пузанок звичайний                  | Місцевий   | Найменший ризик          |            |
| Alosa fallax                              | Lacépède, 1800                 | Пузанок середземноморський         | Місцевий   | Найменший ризик          |            |
| Clupea harengus                           | Linnaeus, 1758                 | Оселедець атлантичний              | Місцевий   | Найменший ризик          |            |
| Engraulis encrasicolus                    | (Linnaeus, 1758)               | Анчоус європейський                | Місцевий   | Недосліджений            |            |
| Sardina pilchardus                        | (Walbaum, 1792)                | Сардина європейська                | Місцевий   | Недосліджений            |            |
| Sprattus sprattus                         | (Linnaeus, 1758)               | Шпрот європейський                 | Місцевий   | Недосліджений            |            |
| Ряд: Аргентиноподібні (Argentiniformes)   |                                |                                    |            |                          |            |
| Родина: Аргентинові (Argentinidae)        |                                |                                    |            |                          |            |
| Argentina silus                           | (Ascanius, 1775)               | Аргентина велика                   | Місцевий   | Недосліджений            |            |
| Argentina sphyraena                       | Linnaeus, 1758                 |                                    | Місцевий   | Недосліджений            |            |
| Ряд: Лососеподібні (Salmoniformes)        |                                |                                    |            |                          |            |
| Родина: Лососеві (Salmonidae)             |                                |                                    |            |                          |            |
| Coregonus oxyrinchus                      | (Linnaeus, 1758)               |                                    | Місцевий   | Вимерлий у природі       |            |
| Salmo salar                               | Linnaeus, 1758                 | Лосось атлантичний                 | Місцевий   | Найменший ризик          |            |
| Salmo trutta                              | Linnaeus, 1758                 | Пструг струмковий                  | Місцевий   | Найменший ризик          |            |
| Salvelinus alpinus                        | (Linnaeus, 1758)               | Палія арктична                     | Місцевий   | Найменший ризик          |            |
| Ряд: Корюшкоподібні (Osmeriformes)        |                                |                                    |            |                          |            |
| Родина: Корюшкові (Osmeridae)             |                                |                                    |            |                          |            |
| Osmerus eperlanus                         | (Linnaeus, 1758)               | Корюшка європейська                | Місцевий   | Найменший ризик          |            |
| Ряд: Ошибнеподібні (Ophidiiformes)        |                                |                                    |            |                          |            |
| Родина: Карапусові (Carapidae)            |                                |                                    |            |                          |            |
| Echiodon drummondii                       | Thompson, 1837                 |                                    | Місцевий   | Недосліджений            |            |
| Ряд: Голкоротоподібні (Stomiiformes)      |                                |                                    |            |                          |            |
| Родина: Сокиркові (Sternoptychidae)       |                                |                                    |            |                          |            |
| Argyropelecus olfersii                    | (Cuvier, 1829)                 |                                    | Місцевий   | Недосліджений            |            |
| Maurolicus muelleri                       | (Gmelin, 1789)                 |                                    | Місцевий   | Недосліджений            |            |
| Ряд: Авлопоподібні (Aulopiformes)         |                                |                                    |            |                          |            |
| Родина: Paralepididae                     |                                |                                    |            |                          |            |
| Arctozenus risso                          | (Bonaparte, 1840)              |                                    | Accidental | Недосліджений            |            |
| Paralepis coregonoides                    | Risso, 1820                    |                                    | Місцевий   | Недосліджений            |            |
| Ряд: Міктофоподібні (Myctophiformes)      |                                |                                    |            |                          |            |
| Родина: Міктофові (Myctophidae)           |                                |                                    |            |                          |            |
| Benthosema glaciale                       | (Reinhardt, 1837)              |                                    | Accidental | Недосліджений            |            |
| Myctophum punctatum                       | Rafinesque, 1810               |                                    | Місцевий   | Недосліджений            |            |
| Ряд: Тріскоподібні (Gadiformes)           |                                |                                    |            |                          |            |
| Родина: Тріскові (Gadidae)                |                                |                                    |            |                          |            |
| Gadiculus argenteus                       | Guichenot, 1850                |                                    | Місцевий   | Недосліджений            |            |
| Gadus morhua                              | Linnaeus, 1758                 | Тріска атлантична                  | Місцевий   | Уразливий                |            |
| Melanogrammus aeglefinus                  | (Linnaeus, 1758)               | Пікша                              | Місцевий   | Уразливий                |            |
| Merlangius merlangus                      | (Linnaeus, 1758)               | Мерланг                            | Місцевий   | Недосліджений            |            |
| Micromesistius poutassou                  | (Risso, 1827)                  | Путасу північна                    | Місцевий   | Недосліджений            |            |
| Pollachius pollachius                     | (Linnaeus, 1758)               | Сайда срібляста                    | Місцевий   | Недосліджений            |            |
| Pollachius virens                         | (Linnaeus, 1758)               | Сайда                              | Місцевий   | Недосліджений            |            |
| Raniceps raninus                          | (Linnaeus, 1758)               |                                    | Місцевий   | Недосліджений            |            |
| Trisopterus esmarkii                      | Nilsson, 1855                  |                                    | Місцевий   | Недосліджений            |            |
| Trisopterus luscus                        | (Linnaeus, 1758)               |                                    | Місцевий   | Недосліджений            |            |
| Trisopterus minutus                       | (Linnaeus, 1758)               |                                    | Місцевий   | Найменший ризик          |            |
| Родина: Миневі (Lotidae)                  |                                |                                    |            |                          |            |
| Brosme brosme                             | (Ascanius, 1772)               |                                    | Місцевий   | Недосліджений            |            |
| Ciliata mustela                           | (Linnaeus, 1758)               |                                    | Місцевий   | Недосліджений            |            |
| Ciliata septentrionalis                   | (Collett, 1875)                |                                    | Місцевий   | Недосліджений            |            |
| Enchelyopus cimbrius                      | (Linnaeus, 1766)               |                                    | Місцевий   | Недосліджений            |            |
| Gaidropsarus mediterraneus                | (Linnaeus, 1758)               | Минь середземноморський            | Місцевий   | Недосліджений            |            |
| Gaidropsarus vulgaris                     | (Cloquet, 1824)                | Морський минь звичайний            | Місцевий   | Недосліджений            |            |
| Molva dypterygia                          | (Pennant, 1784)                |                                    | Місцевий   | Недосліджений            |            |
| Molva molva                               | (Linnaeus, 1758)               | Мольва                             | Місцевий   | Недосліджений            |            |
| Coryphaenoides rupestris                  | Gunnerus, 1765                 |                                    | Місцевий   | Недосліджений            |            |
| Родина: Хекові (Merlucciidae)             |                                |                                    |            |                          |            |
| Merluccius merluccius                     | (Linnaeus, 1758)               | Хек європейський                   | Місцевий   | Недосліджений            |            |
| Родина: Phycidae                          |                                |                                    |            |                          |            |
| Phycis blennoides                         | (Brünnich, 1768)               |                                    | Місцевий   | Недосліджений            |            |
| Ряд: Лампридоподібні (Lampriformes)       |                                |                                    |            |                          |            |
| Родина: Лампридові (Lampridae)            |                                |                                    |            |                          |            |
| Lampris guttatus                          | (Brünnich, 1788)               | Опах звичайний                     | Місцевий   | Недосліджений            |            |
| Родина: Ременетілі (Regalecidae)          |                                |                                    |            |                          |            |
| Regalecus glesne                          | Ascanius, 1772                 | Оселедцевий король чубатий         | Місцевий   | Недосліджений            |            |
| Родина: Вогмерові (Trachipteridae)        |                                |                                    |            |                          |            |
| Trachipterus arcticus                     | (Brünnich, 1788)               | Dealfish                           | Accidental | Недосліджений            |            |
| Ряд: Вудильникоподібні (Lophiiformes)     |                                |                                    |            |                          |            |
| Родина: Вудильникові (Lophiidae)          |                                |                                    |            |                          |            |
| Lophius budegassa                         | Spinola, 1807                  | Вудильник чорночервоний            | Місцевий   | Недосліджений            |            |
| Lophius piscatorius                       | Linnaeus, 1758                 | Морський чорт                      | Місцевий   | Недосліджений            |            |
| Ряд: Атериноподібні (Atheriniformes)      |                                |                                    |            |                          |            |
| Родина: Атеринові (Atherinidae)           |                                |                                    |            |                          |            |
| Atherina boyeri                           | Risso, 1810                    | Атерина піщана                     | Вселенець  | Найменший ризик          |            |
| Atherina presbyter                        | Cuvier, 1829                   | Атерина західноєвропейська         | Місцевий   | Недосліджений            |            |
| Ряд: Сарганоподібні (Beloniformes)        |                                |                                    |            |                          |            |
| Родина: Сарганові (Belonidae)             |                                |                                    |            |                          |            |
| Belone belone                             | (Linnaeus, 1761)               | Сарган звичайний                   | Місцевий   | Недосліджений            |            |
| Родина: Макрелещукові (Scomberesocidae)   |                                |                                    |            |                          |            |
| Scomberesox saurus                        | (Walbaum, 1792)                | Сайра атлантична                   | Місцевий   | Недосліджений            |            |
| Родина: Летючі риби (Exocoetidae)         |                                |                                    |            |                          |            |
| Cheilopogon heterurus                     | (Rafinesque, 1810)             |                                    | Місцевий   | Недосліджений            |            |
| Ряд: Колючкоподібні (Gasterosteiformes)   |                                |                                    |            |                          |            |
| Родина: Колючкові (Gasterosteidae)        |                                |                                    |            |                          |            |
| Gasterosteus aculeatus                    | (Linnaeus, 1758)               | Колючка триголкова                 | Місцевий   | Найменший ризик          |            |
| Spinachia spinachia                       | (Linnaeus, 1758)               | Колючка п'ятнадцятиголкова         | Місцевий   | Недосліджений            |            |
| Ряд: Іглицеподібні (Syngnathiformes)      |                                |                                    |            |                          |            |
| Родина: Centriscidae                      |                                |                                    |            |                          |            |
| Macroramphosus scolopax                   | (Linnaeus, 1758)               |                                    | Місцевий   | Найменший ризик          |            |
| Родина: Іглицеві (Syngnathidae)           |                                |                                    |            |                          |            |
| Entelurus aequoreus                       | (Linnaeus, 1758)               |                                    | Місцевий   | Недосліджений            |            |
| Nerophis lumbriciformis                   | (Jenyns, 1835)                 | Іглиця червоподібна                | Місцевий   | Недосліджений            |            |
| Nerophis ophidion                         | (Linnaeus, 1758)               | Морське шило                       | Місцевий   | Недосліджений            |            |
| Syngnathus acus                           | Linnaeus, 1758                 | Іглиця звичайна                    | Місцевий   | Недосліджений            |            |
| Syngnathus rostellatus                    | Nilsson, 1855                  | Іглиця мала                        | Місцевий   | Недосліджений            |            |
| Syngnathus typhle                         | Linnaeus, 1758                 | Трубкорот                          | Місцевий   | Недосліджений            |            |
| Hippocampus hippocampus                   | (Linnaeus, 1758)               | Морський коник звичайний           | Місцевий   | Даних недостатньо        |            |
| Ряд: Коропоподібні (Cypriniformes)        |                                |                                    |            |                          |            |
| Родина: Коропові (Cyprinidae)             |                                |                                    |            |                          |            |
| Aspius aspius                             | Linnaeus, 1758                 | Білизна звичайна                   | Випадковий | Недосліджений            |            |
| Ряд: Скорпеноподібні (Scorpaeniformes)    |                                |                                    |            |                          |            |
| Родина: Агонові (Agonidae)                |                                |                                    |            |                          |            |
| Agonus cataphractus                       | (Linnaeus, 1758)               |                                    | Місцевий   | Недосліджений            |            |
| Родина: Бабцеві (Cottidae)                |                                |                                    |            |                          |            |
| Artediellus atlanticus                    | Jordan & Evermann, 1898        |                                    | Місцевий   | Найменший ризик          |            |
| Icelus bicornis                           | (Reinhardt, 1840)              |                                    | Місцевий   | Недосліджений            |            |
| Taurulus bubalis                          | (Euphrasén, 1786)              |                                    | Місцевий   | Недосліджений            |            |
| Micrenophrys lilljeborgii                 | (Collett, 1875)                |                                    | Місцевий   | Недосліджений            |            |
| Myoxocephalus scorpius                    | (Linnaeus, 1758)               | Рогатка північна                   | Місцевий   | Недосліджений            |            |
| Родина: Пинагорові (Cyclopteridae)        |                                |                                    |            |                          |            |
| Cyclopterus lumpus                        | Linnaeus, 1758                 | Пинагор                            | Місцевий   | Недосліджений            |            |
| Родина: Триглові (Triglidae)              |                                |                                    |            |                          |            |
| Aspitrigla cuculus                        | (Linnaeus, 1758)               | Морський півень червоний           | Місцевий   | Недосліджений            |            |
| Chelidonichthys lucerna                   | (Linnaeus, 1758)               | Морський півень жовтий             | Місцевий   | Недосліджений            |            |
| Eutrigla gurnardus                        | (Linnaeus, 1758)               | Морський півень сірий              | Місцевий   | Недосліджений            |            |
| Trigla lyra                               | Linnaeus, 1758                 | Тригла                             | Місцевий   | Недосліджений            |            |
| Trigloporus lastoviza                     | (Bonnaterre, 1788)             |                                    | Місцевий   | Недосліджений            |            |
| Родина: Ліпарисові (Liparidae)            |                                |                                    |            |                          |            |
| Careproctus reinhardti                    | (Krøyer, 1862)                 |                                    | Місцевий   | Недосліджений            |            |
| Liparis liparis                           | (Linnaeus, 1766)               |                                    | Місцевий   | Найменший ризик          |            |
| Liparis montagui                          | (Donovan, 1804)                |                                    | Місцевий   | Недосліджений            |            |
| Родина: Sebastidae                        |                                |                                    |            |                          |            |
| Helicolenus dactylopterus                 | Delaroche, 1809                |                                    | Місцевий   | Недосліджений            |            |
| Sebastes mentella                         | Travin, 1951                   |                                    | Місцевий   | Найменший ризик          |            |
| Sebastes norvegicus                       | (Ascanius, 1772)               |                                    | Місцевий   | Недосліджений            |            |
| Sebastes viviparus                        | Krøyer, 1845                   |                                    | Місцевий   | Недосліджений            |            |
| Triglops murrayi                          | Günther, 1888                  |                                    | Місцевий   | Недосліджений            |            |
| Ряд: Окунеподібні (Perciformes)           |                                |                                    |            |                          |            |
| Родина: Кефалеві (Mugilidae)              |                                |                                    |            |                          |            |
| Chelon labrosus                           | (Risso, 1827)                  | Стрибка                            | Місцевий   | Найменший ризик          |            |
| Liza aurata                               | (Risso, 1810)                  | Сингіль                            | Місцевий   | Найменший ризик          |            |
| Liza ramada                               | (Risso, 1827)                  | Кефаль-головач                     | Місцевий   | Найменший ризик          |            |
| Родина: Брамові (Bramidae)                |                                |                                    |            |                          |            |
| Brama brama                               | (Bonnaterre, 1788)             |                                    | Місцевий   | Недосліджений            |            |
| Taractes asper                            | Lowe, 1843                     |                                    | Місцевий   | Недосліджений            |            |
| Pterycombus brama                         | Fries, 1837                    |                                    | Місцевий   | Недосліджений            |            |
| Родина: Моронові (Moronidae)              |                                |                                    |            |                          |            |
| Dicentrarchus labrax                      | (Linnaeus, 1758)               | Лаврак                             | Місцевий   | Найменший ризик          |            |
| Родина: Барабулеві (Mullidae)             |                                |                                    |            |                          |            |
| Mullus barbatus                           | Linnaeus, 1758                 | Барабуля звичайна                  | Місцевий   | Недосліджений            |            |
| Mullus surmuletus                         | Linnaeus, 1758                 | Барабуля смугаста                  | Місцевий   | Недосліджений            |            |
| Родина: Горбаневі (Sciaenidae)            |                                |                                    |            |                          |            |
| Argyrosomus regius                        | (Asso, 1801)                   | Горбань сріблястий                 | Місцевий   | Недосліджений            |            |
| Родина: Спарові (Sparidae)                |                                |                                    |            |                          |            |
| Boops boops                               | Linnaeus, 1758                 | Бопс великоокий                    | Місцевий   | Недосліджений            |            |
| Dentex maroccanus                         | Valenciennes, 1830             |                                    | Місцевий   | Недосліджений            |            |
| Pagellus acarne                           | (Risso, 1827)                  |                                    | Місцевий   | Недосліджений            |            |
| Pagellus bogaraveo                        | (Brünnich, 1768)               | Морський лящ червоний              | Місцевий   | Недосліджений            |            |
| Pagellus erythrinus                       | (Linnaeus, 1758)               | Пагель червоний                    | Місцевий   | Недосліджений            |            |
| Sarpa salpa                               | (Linnaeus, 1758)               | Сарпа                              | Місцевий   | Недосліджений            |            |
| Sparus aurata                             | (Linnaeus, 1758)               | Спар                               | Місцевий   | Недосліджений            |            |
| Spondyliosoma cantharus                   | (Linnaeus, 1758)               | Кантар                             | Місцевий   | Недосліджений            |            |
| Родина: Причепові (Echeneidae)            |                                |                                    |            |                          |            |
| Remora remora                             | (Linnaeus, 1758)               | Ремора акуляча                     | Місцевий   | Недосліджений            |            |
| Родина: Ставридові (Carangidae)           |                                |                                    |            |                          |            |
| Naucrates ductor                          | (Linnaeus, 1758)               | Риба-лоцман                        | Місцевий   | Недосліджений            |            |
| Trachinotus ovatus                        | (Linnaeus, 1758)               |                                    | Місцевий   | Недосліджений            |            |
| Trachurus trachurus                       | (Linnaeus, 1758)               | Ставрида атлантична                | Місцевий   | Недосліджений            |            |
| Родина: Бичкові (Gobiidae)                |                                |                                    |            |                          |            |
| Aphia minuta                              | (Risso, 1810)                  | Бичок прозорий                     | Місцевий   | Недосліджений            |            |
| Buenia jeffreysii                         | (Günther, 1867)                |                                    | Місцевий   | Недосліджений            |            |
| Crystallogobius linearis                  | (de Düben, 1845)               |                                    | Місцевий   | Недосліджений            |            |
| Gobius niger                              | Linnaeus, 1758                 | Бичок чорний                       | Місцевий   | Недосліджений            |            |
| Gobiusculus flavescens                    | (Fabricius, 1779)              |                                    | Місцевий   | Недосліджений            |            |
| Lesueurigobius friesii                    | (Malm, 1874)                   | Бичок Фріза                        | Місцевий   | Недосліджений            |            |
| Neogobius melanostomus                    | (Pallas, 1814)                 | Бичок-кругляк                      | Introduced | Найменший ризик          |            |
| Pomatoschistus lozanoi                    | (F. de Buen, 1923)             |                                    | Місцевий   | Недосліджений            |            |
| Pomatoschistus microps                    | (Krøyer, 1838)                 | Лисун звичайний                    | Місцевий   | Найменший ризик          |            |
| Pomatoschistus minutus                    | (Pallas, 1770)                 | Лисун малий                        | Місцевий   | Недосліджений            |            |
| Pomatoschistus pictus                     | (Malm, 1865)                   | Лисун мальований                   | Місцевий   | Недосліджений            |            |
| Thorogobius ephippiatus                   | (R. T. Lowe, 1839)             |                                    | Місцевий   | Недосліджений            |            |
| Родина: Собачкові (Blenniidae)            |                                |                                    |            |                          |            |
| Lipophrys pholis                          | (Linnaeus, 1758)               |                                    | Місцевий   | Недосліджений            |            |
| Родина: Стіхеєві (Stichaeidae)            |                                |                                    |            |                          |            |
| Chirolophis ascanii                       | (Walbaum, 1792)                |                                    | Місцевий   | Недосліджений            |            |
| Leptoclinus maculatus                     | (Fries, 1838)                  |                                    | Місцевий   | Недосліджений            |            |
| Lumpenus lampretaeformis                  | (Walbaum, 1792)                |                                    | Місцевий   | Недосліджений            |            |
| Родина: Маслюкові (Pholidae)              |                                |                                    |            |                          |            |
| Pholis gunnellus                          | (Linnaeus, 1758)               |                                    | Місцевий   | Недосліджений            |            |
| Родина: Бельдюгові (Zoarcidae)            |                                |                                    |            |                          |            |
| Lycodes vahlii                            | Reinhardt, 1831                |                                    | Accidental | Недосліджений            |            |
| Zoarces viviparus                         | (Linnaeus, 1758)               | Бельдюга європейська               | Місцевий   | Недосліджений            |            |
| Родина: Піскаркові (Callionymidae)        |                                |                                    |            |                          |            |
| Callionymus lyra                          | Linnaeus, 1758                 | Піскарка велика                    | Місцевий   | Недосліджений            |            |
| Callionymus maculatus                     | Rafinesque, 1810               |                                    | Місцевий   | Недосліджений            |            |
| Callionymus reticulatus                   | Valenciennes, 1837             |                                    | Місцевий   | Недосліджений            |            |
| Родина: Губаневі (Labridae)               |                                |                                    |            |                          |            |
| Centrolabrus exoletus                     | (Linnaeus, 1758)               |                                    | Місцевий   | Найменший ризик          |            |
| Coris julis                               | (Linnaeus, 1758)               | Райдужник морський                 | Місцевий   | Найменший ризик          |            |
| Ctenolabrus rupestris                     | (Linnaeus, 1758)               | Губань-скельник                    | Місцевий   | Найменший ризик          |            |
| Labrus bergylta                           | Ascanius, 1767                 | Губань райдужний                   | Місцевий   | Найменший ризик          |            |
| Labrus mixtus                             | Linnaeus, 1758                 | Губань-зозуля                      | Місцевий   | Найменший ризик          |            |
| Symphodus melops                          | (Linnaeus, 1758)               | Зеленушка темносмуга               | Місцевий   | Найменший ризик          |            |
| Родина: Скумбрієві (Scombridae)           |                                |                                    |            |                          |            |
| Euthynnus alletteratus                    | (Rafinesque, 1810)             | Тунець малий                       | Місцевий   | Найменший ризик          |            |
| Katsuwonus pelamis                        | (Linnaeus, 1758)               | Тунець смугастий                   | Місцевий   | Найменший ризик          |            |
| Orcynopsis unicolor                       | (Geoffroy Saint-Hilaire, 1817) |                                    | Місцевий   | Найменший ризик          |            |
| Sarda sarda                               | (Bloch, 1793)                  | Пеламіда атлантична                | Місцевий   | Найменший ризик          |            |
| Scomber scombrus                          | Linnaeus, 1758                 | Скумбрія атлантична                | Місцевий   | Найменший ризик          |            |
| Thunnus thynnus                           | (Linnaeus, 1758)               | Тунець блакитний                   | Місцевий   | Під загрозою             |            |
| Родина: Мечорилі (Xiphiidae)              |                                |                                    |            |                          |            |
| Xiphias gladius                           | Linnaeus, 1758                 | Риба-меч                           | Місцевий   | Найменший ризик          |            |
| Родина: Піщанкові (Ammodytidae)           |                                |                                    |            |                          |            |
| Ammodytes marinus                         | Raitt, 1934                    |                                    | Місцевий   | Недосліджений            |            |
| Ammodytes tobianus                        | Linnaeus, 1758                 |                                    | Місцевий   | Недосліджений            |            |
| Gymnammodytes semisquamatus               | (Jourdain, 1879)               |                                    | Місцевий   | Недосліджений            |            |
| Hyperoplus immaculatus                    | (Corbin, 1950)                 |                                    | Місцевий   | Недосліджений            |            |
| Hyperoplus lanceolatus                    | (Le Sauvage, 1824)             |                                    | Місцевий   | Недосліджений            |            |
| Family: Зубаткові (Anarhichadidae)        |                                |                                    |            |                          |            |
| Anarhichas lupus                          | Linnaeus, 1758                 | Зубатка звичайна                   | Місцевий   | Недосліджений            |            |
| Family: Дракончикові (Trachinidae)        |                                |                                    |            |                          |            |
| Echiichthys vipera                        | (Cuvier, 1829)                 | Дракончик малий                    | Місцевий   | Недосліджений            |            |
| Trachinus draco                           | Linnaeus, 1758                 | Дракончик великий                  | Місцевий   | Недосліджений            |            |
| Ряд: Камбалоподібні (Pleuronectiformes)   |                                |                                    |            |                          |            |
| Родина: Ботові (Bothidae)                 |                                |                                    |            |                          |            |
| Arnoglossus laterna                       | (Walbaum, 1792)                | Арноглось середземноморська        | Місцевий   | Недосліджений            |            |
| Родина: Камбалові (Pleuronectidae)        |                                |                                    |            |                          |            |
| Glyptocephalus cynoglossus                | (Linnaeus, 1758)               |                                    | Місцевий   | Недосліджений            |            |
| Hippoglossoides platessoides              | (O. Fabricius, 1780)           |                                    | Місцевий   | Недосліджений            |            |
| Hippoglossus hippoglossus                 | (Linnaeus, 1758)               |                                    | Місцевий   | Під загрозою             |            |
| Limanda limanda                           | (Linnaeus, 1758)               |                                    | Місцевий   | Недосліджений            |            |
| Microstomus kitt                          | (Walbaum, 1792)                |                                    | Місцевий   | Недосліджений            |            |
| Platichthys flesus                        | (Linnaeus, 1758)               | Глось                              | Місцевий   | Найменший ризик          |            |
| Pleuronectes platessa                     | (Linnaeus, 1758)               | Камбала європейська                | Місцевий   | Найменший ризик          |            |
| Родина: Калканові (Scophthalmidae)        |                                |                                    |            |                          |            |
| Lepidorhombus whiffiagonis                | (Walbaum, 1792)                |                                    | Місцевий   | Недосліджений            |            |
| Phrynorhombus norvegicus                  | (Günther, 1862)                |                                    | Місцевий   | Недосліджений            |            |
| Scophthalmus maximus                      | (Linnaeus, 1758)               | Калкан великий                     | Місцевий   | Недосліджений            |            |
| Scophthalmus rhombus                      | (Linnaeus, 1758)               | Калкан гладенький                  | Місцевий   | Недосліджений            |            |
| Zeugopterus punctatus                     | (Bloch, 1787)                  |                                    | Місцевий   | Недосліджений            |            |
| Родина: Язикові (Soleidae)                |                                |                                    |            |                          |            |
| Buglossidium luteum                       | (Risso, 1810)                  | Солія жовта                        | Місцевий   | Найменший ризик          |            |
| Microchirus variegatus                    | (Donovan, 1808)                | Солія короткопера                  | Місцевий   | Недосліджений            |            |
| Solea solea                               | (Linnaeus, 1758)               | Солія звичайна                     | Місцевий   | Недосліджений            |            |
| Ряд: Скелезубоподібні (Tetraodontiformes) |                                |                                    |            |                          |            |
| Родина: Місяць-риби (Molidae)             |                                |                                    |            |                          |            |
| Mola mola                                 | (Linnaeus, 1758)               | Риба-місяць                        | Місцевий   | Недосліджений            |            |
| Ranzania laevis                           | (Pennant, 1776)                |                                    | Місцевий   | Недосліджений            |            |
| Ряд: Беріксоподібні (Beryciformes)        |                                |                                    |            |                          |            |
| Родина: Беріксові (Berycidae)             |                                |                                    |            |                          |            |
| Beryx decadactylus                        | (Cuvier, 1829)                 |                                    | Місцевий   | Недосліджений            |            |
| Ряд: Зевсоподібні (Zeiformes)             |                                |                                    |            |                          |            |
| Родина: Caproidae                         |                                |                                    |            |                          |            |
| Capros aper                               | (Linnaeus, 1758)               |                                    | Місцевий   | Недосліджений            |            |
| Родина: Зевсові (Zeidae)                  |                                |                                    |            |                          |            |
| Zeus faber                                | (Linnaeus, 1758)               | Зевс звичайний                     | Місцевий   | Недосліджений            |            |

## See also
- Список риб Німеччини
- Список риб Чорного моря